# Aharon Kotler
Pour les articles homonymes, voir Kotler.
Aharon Kotler (1891, Svislac, Empire russe, aujourd'hui en Biélorussie- 29 novembre 1962, New York, États-Unis) est un rabbin américain d'origine lituanienne, fondateur de la plus grande yechiva aux États-Unis, le Beth Medrash Govoha, à Lakewood, au New Jersey.

## Éléments biographiques
Aharon Kotler est né en 1891 à Svislac, Empire russe, aujourd'hui en Biélorussie.

## Œuvres
- (he) Shu"t Mishnas R' Aharon
- (he) Mishnas Rabbi Aharon, commentaires sur le Talmud